# Günther Glomb
Günther Glomb (* 17. August 1930; † 13. August 2015 in Bad Sauerbrunn) war ein deutscher Fußballspieler und Fußballtrainer.

## Spielerlaufbahn
Günther Glomb begann beim oberschlesischen Verein Preußen Hindenburg mit dem Fußballspielen. Nach dem Zweiten Weltkrieg kam er als Flüchtling nach Nürnberg und spielte zunächst bei Tuspo Nürnberg. Er erlernte den Beruf eines Maschinenschlossers. 1951 begann er mit dem Studium zum Maschinenbau-Ingenieur, das er 1954 erfolgreich abschloss.
Der kopfballstarke Mittelstürmer bestach auch durch enorme Vielseitigkeit: „Ich spielte bis auf Torwart eigentlich alles“, sagte Glomb von sich selbst. 1951 wechselte er zum 1. FC Nürnberg in die Oberligamannschaft. Von Anfang an wurden ihm gleichermaßen großes Talent wie auch besondere Mannschaftsdienlichkeit bescheinigt. Letztere führte jedoch auch zur Kritik: „Lieber Glomb: Uneigennützigkeit ist eine schöne Sache, aber was zuviel ist, ist sogar im Fußball zuviel und wird zuletzt als Dämlichkeit ausgelegt, und das möchtest du ganz gewiss nicht haben.“ schrieb ihm im Oktober 1953 Hans Hofmann ins Stammbuch.
Im Laufe der Jahre gelang es Glomb vor dem Tor zielstrebiger zu werden und seine Trefferquote zu verbessern. Aus der Oberligamannschaft spielte er an der Seite von Max Morlock, bei dem er auch zur Untermiete wohnte. Ab 1956 war er kaum mehr aus der ersten Elf wegzudenken. Seine stetige Leistungssteigerung wurde 1957 mit der Berufung zu einem B-Länderspiel gegen die Niederlande belohnt. Beim 3:3 am 27. März stürmte Glomb an der Seite seines Vereinskameraden Heiner Müller. Dieses Spiel blieb jedoch sein einziger internationaler Einsatz, obwohl er bereits 1952 zu einem Lehrgang der B-Nationalmannschaft eingeladen worden war. Als bestes Spiel seiner Laufbahn überhaupt gilt das allerdings bedeutungslose Spiel gegen den 1. FC Köln bei der Endrunde um die deutsche Meisterschaft 1957/58. Beim 4:3 am 10. Mai erzielte Glomb allein drei Treffer.
Als beim 1. FC Nürnberg mit Spielern wie Wenauer, Strehl, Flachenecker und Wild immer mehr junge Spieler aus der erfolgreichen Jugendarbeit in die erste Mannschaft vorrückten, zog es Glomb nach insgesamt 306 Spielen für den Club gemeinsam mit dem Sturmkollegen Max Schmid zum SV Wiesbaden. Was für den FCN zunächst ein herber Verlust war, eröffnete Strehl den Platz im Sturmzentrum. Mit Strehl wurde der Club 1961 zum achten Mal deutscher Meister.
Der studierte Ingenieur Glomb wechselte nach zwei Jahren in Wiesbaden 1961 zum Wuppertaler SV, mit dem ihm unter Trainer „Zapf“ Gebhardt, selbst einem alten „Glubberer“, am Ende der Spielzeit der Aufstieg in die Oberliga West gelang. Zur Erringung der Vizemeisterschaft hatte er in 29 Ligaspielen zehn Tore an der Seite von Mitspielern wie Günter Augustat, Erich Haase und Erich Ribbeck erzielt.
Noch eine letzte Saison bewies Glomb seine Qualitäten in der Erstklassigkeit, kam jedoch nur noch auf vier Tore in 23 Einsätzen. Als die Bergischen, die in dieser Spielzeit als Vorletzter wieder in die Zweitklassigkeit zurückkehren mussten und für die neu geschaffene Bundesliga ohnedies nicht qualifiziert waren, im DFB-Pokal überraschend bis in das Halbfinale vorstießen, war er in den entscheidenden Begegnungen schon nicht mehr dabei, weil das Achtelfinal-Wiederholungsspiel gegen Hessen Kassel erst am 27. Juli 1963, also bereits in der neuen Saison, ausgetragen wurde.

## Trainerlaufbahn
Nach Trainerstationen beim Bonner SC (1965/66) und der SpVg Frechen 20 übernahm Günther Glomb 1968 durch Vermittlung Dettmar Cramers den Trainerposten der thailändischen Fußballnationalmannschaft, die er erstmals beim olympischen Fußballturnier 1968 trainierte. Glomb blieb 17 Jahre lang Trainer Thailands. Mit dem Team belegte er bei der Asienmeisterschaft 1972 den dritten Platz. Weitere Erfolge blieben trotz allen Trainingsfleißes aus. Über diesen Fleiß klagte Glomb einst:

„Was nützt das alles? Wenn ich meinen Spielern sage, sie sollen hart an den Mann gehen, sehen sie mich verwundert an. In ihrem buddhistischen Glauben antworten sie mir: ‚Der Gegner hat mir doch nichts getan; warum soll ich ihn hart attackieren?‘“

Nach seiner Trainerlaufbahn kehrte Glomb nach Europa zurück und setzte sich mit seiner aus Österreich stammenden Ehefrau in Bad Sauerbrunn bei Wiener Neustadt zur Ruhe. Zeitweilig arbeitete er noch als Vertreter für Puma.